# 87North Productions
87North Productions (anciennement 87 Eleven Productions) est une société américaine de production de films. Elle fondée en 2014 par le producteur David Leitch et Kelly McCormick. Elle officie principalement à la production de films d'action.

## Historique
En 1997, Chad Stahelski et David Leitch fondent la société 87Eleven, spécialisée dans les cascades et chorégraphies de films d'action,. Elle fournit des équipements, installations ainsi que des formations,.
En 2014, David Leitch fonde avec Kelly McCormick la société de production 87 Eleven Productions, pour produire leurs propres films. Leur première production est le film John Wick, sorti en 2014. Le film est coréalisé par Chad Stahelski et David Leitch, bien que le second ne soit pas crédité au générique. Le film est un succès commercial avec plus de 86 millions de dollars au box-office, pour un budget de 20 millions. Les critiques sont également globalement positives dans la presse,,. Ce succès lancera la création d'une franchise.
En avril 2019, 87North Productions signe un contrat avec Universal Pictures. Ils développeront ensemble plusieurs projets comme Nobody (2021).
En 2024, à l'occasion de la sortie du film The Fall Guy — réalisé par David Leitch et mettant en scène un cascadeur —, la cofondatrice Kelly McCormick explique que la société a été créé pour mettre en valeurs les cascadeurs et le tournage de scènes d'action avec le moins d'effets spéciaux numériques possibles : « Vous pouvez en fait permettre à ces cascadeurs de réaliser des cascades de rêve, qui leur permettent de faire carrière, ce qui n’est parfois plus possible lors de la réalisation d’un film. Cela prend trop de temps, ou il y a trop de risques, ou encore on peut les remplacer par des images de synthèse. Mais c’était une expérience formidable de pouvoir faire ces choses de manière pratique et de réaliser les rêves de certains cascadeurs. »

## Productions
- 2014 : John Wick de David Leitch (non crédité) et Chad Stahelski
- 2017 : John Wick 2 (John Wick : Chapter 2) de Chad Stahelski
- 2017 : Atomic Blonde de David Leitch
- 2019 : John Wick Parabellum (John Wick : Chapter 3 – Parabellum) de Chad Stahelski
- 2021 : Nobody d'Ilya Naishuller
- 2021 : Kate de Cédric Nicolas-Troyan
- 2022 : Bullet Train de David Leitch
- 2022 : Day Shift de J. J. Perry
- 2022 : Violent Night de Tommy Wirkola
- 2023 : John Wick : Chapitre 4 ( John Wick: Chapter 4) de Chad Stahelski
- 2024 : The Fall Guy de David Leitch
- 2025 : Love Hurts de Jonathan Eusebio
- 2025 : Nobody 2 de Timo Tjahjanto
- 2026 : How to Rob a Bank de David Leitch
- prochainement : Ballerina Overdrive (en) de Vicky Jewson